# ژنتیک حفاظت
ژنتیک حفاظت (به انگلیسی: Conservation genetics) یک زیرشاخه میان‌رشته‌ای از ژنتیک جمعیت است که هدف آن درک پویایی ژن‌ها در جمعیت‌ها عمدتاً برای جلوگیری از انقراض است؛ بنابراین روش‌های ژنتیکی را برای حفظ و بازسازی تنوع زیستی به کار می‌گیرد. پژوهشگران درگیر در ژنتیک حفاظت در زمینه‌های گوناگونی از جمله ژنتیک جمعیت، بوم‌شناسی مولکولی، زیست‌شناسی مولکولی، زیست‌شناسی فرگشتی و سیستماتیک آمده‌اند. تنوع ژنتیکی یکی از سه سطح اساسی تنوع زیستی است، بنابراین در حفاظت از اهمیت مستقیم برخوردار است. تنوع ژنتیکی بر سلامت و زنده‌ماندن درازمدت جمعیت‌ها تأثیر می‌گذارد زیرا کاهش تنوع ژنتیکی با کاهش برازش اندام، مانند مرگ و میر بالای نوجوانان، کاهش رشد جمعیت، کاهش ایمنی، و در نهایت خطر انقراض بیشتر مرتبط است.

## فناوری‌ها
فناوری‌های ژنتیک خاصی برای ارزیابی ژنوم یک گونه با توجه به مسائل حفاظتی خاص و همچنین ساختار عمومی جمعیت استفاده می‌شود. این تجزیه و تحلیل را می‌توان به دو روش انجام داد، با DNA فعلی افراد یا DNA تاریخی.
تکنیک‌های تجزیه و تحلیل تفاوت بین افراد و جمعیت عبارتند از:
1. آلوآنزیم‌ها
2. چندریختی طول قطعه تصادفی
3. چندریختی طول قطعه تقویت‌شده
4. تکثیر تصادفی DNA چندشکلی
5. چندریختی هم‌شکل تک‌رشته‌ای
6. ماهوارک‌ها
7. ریزماهواره‌ها
8. چندریختی تک‌نوکلئوتیدی
9. توالی‌یابی DNA